# Cardfile
Cardfile és un gestor d'informació personal, basat en targetes d'índex, que es va distribuir amb Microsoft Windows des de la versió original 1.01 fins a Windows NT 4.0 Server. Cardfile també s'inclou amb Windows 98 i Windows Millennium Edition, però s'ha d'instal·lar manualment des del CD-ROM d'instal·lació. A partir de Windows 3.1, Cardfile admetia l'enllaç i la incrustació d'objectes. La versió subministrada amb les versions de Windows NT era una aplicació de 32 bits amb suport Unicode. Les dues versions posteriors podrien llegir fitxers .crd creats per versions anteriors.
Les versions localitzades de Windows poden haver contingut Cardfile amb altres noms, per exemple repert.exe (Répertoire) per a Windows en francès.

## Història
Cardfile es va llançar per primera vegada amb Windows 1.0 com una aplicació que permetria als usuaris crear i fullejar fitxes que contenien diverses línies de text de forma lliure. El desenvolupador original va ser Mark Cliggett, representat per les seves inicials MGC com els tres primers bytes del format de fitxer .crd original.
Windows 3.0 va introduir alguns canvis menors a la interfície d'usuari de Cardfile, canviant el fons de l'aplicació de blau a blanc i afegint una barra d'accés a sota del menú, que mostra el mode de visualització actual (vista de targetes o vista de llista) i el nombre de targetes del fitxer., a més de proporcionar botons per passar ràpidament a les targetes anteriors o següents en ordre.
Amb Windows 3.1, Cardfile va rebre una actualització addicional, afegint suport OLE, que permetia incloure contingut d'altres aplicacions compatibles amb OLE dins d'una base de dades de Cardfile. En aquest moment, el format del fitxer es va actualitzar per donar suport a la nova funció, amb la signatura del fitxer canviant a RRG per desambiguar el nou format de fitxer .crd de l'anterior.
Cardfile també es va publicar com a accessori de 32 bits per a les primeres versions de Windows NT, utilitzant una modificació del format de fitxer de Windows 3.1 però canviant la signatura a DKO i l'amplada de caràcters per a les dades de text a 16 bits per tal de suportar Unicode.
La versió de Windows 3.1 de Cardfile es va incloure amb Windows 95, 98 i ME, però no s'instal·lava per defecte. Per a les dues versions posteriors de Windows, l'usuari hauria de copiar manualment l'aplicació Cardfile des del CD d'instal·lació de Windows per utilitzar l'aplicació.

### Versions
- 16 bits (1.01) - Mida del fitxer 36.588 bytes.
- 16 bits (2,00) : mida del fitxer 39.440 bytes.
- 16 bits (2,03) : mida del fitxer 39.264 bytes.
- 16 bits (3.0) - Mida del fitxer: 53.952 bytes; Registre de la data: 31-10-90; Confirmat a: Windows 3.0a, Windows 3.0 MME
- 16 bits (WLO) - Mida del fitxer: 78.432 bytes; Registre de la data: 23-09-91; Confirmat a: WLO 1.0 Nota: recompilat a partir de les fonts de Windows 3.0 per demostrar les biblioteques de Windows per a OS/2 .
- 16 bits amb OLE - Mida del fitxer: 93.184 bytes; Registre de la data: 31-12-93; Confirmat a: Windows 3.10, 3.11, Windows per a grups de treball 3.10, 3.11, Win -OS/2 3.1, Windows 98 SE
- 32 bits : mida del fitxer: 101.008 bytes; Registre de la data: 25-05-95; Confirmat a: Windows NT 3.10, 3.50, 3.51 (disquet i CD-ROM)
- DEC Alpha : mida del fitxer 148.240 bytes; Registre de la data; 25-05-95; Confirmat a: Windows NT 3.51
- MIPS : mida del fitxer 156.432 bytes; Registre de la data; 25-05-95; Confirmat a: Windows NT 3.51
- PPC : mida del fitxer 171.280; Registre de la data 25-05-95; Confirmat a: Windows NT 3.51

## Substitucions
Microsoft mai va llançar un programa per substituir Cardfile després de la interrupció del seu desenvolupament. Tanmateix, Schedule+, que va aparèixer amb Windows 95, i Outlook Express, que va aparèixer amb Windows 98, tenen gestors de contactes integrats que poden substituir l'ús de Cardfile com a gestor de contactes. Schedule+ també tenia la possibilitat d'importar fitxers Cardfile .crd mitjançant el seu paquet de complements d'importació/exportació.
Existeixen aplicacions de tercers que admeten l'obertura i/o la modificació de fitxers Cardfile per a Linux.

## Execució amb versions posteriors de Windows
La versió 3.1 de Cardfile de Windows de 16 bits (versió de fitxer 3.10.0.103) es pot executar a totes les versions de Windows de 32 bits basades en x86, incloent Windows 10 Home i Pro de 32 bits. La versió 3.10.0.103 es va incloure al CD d'instal·lació de Windows 98 i Windows Millennium Edition, però no es va instal·lar per defecte.
A les versions de 64 bits de Windows, s'ha d'utilitzar la versió de 32 bits de Windows NT 3.51 i s'executarà tant a Windows 10 Home com a Pro. Admet noms de fitxer llargs i té cert suport per a caràcters Unicode. En el moment del desenvolupament de NT 3.51 a finals dels anys 80, Unicode tenia un format fix de 2 bytes, ara conegut com UCS-2 i considerat obsolet ja que la implementació posterior de 1996 d'UTF-16 permetia el format de longitud variable. Per tant, NT 3.51 revelarà les seves deficiències per a les targetes de fitxer de targetes que contenen caràcters codificats de longitud variable, ja que aquests caràcters no es mostraran correctament.